# Sun Television
Sun Television Co. (株式会社サンテレビジョン, Kabushiki-gaisha San Terebijon; SUN, SUN-TV) é uma estação de televisão comercial com sede em Kobe, província de Hyōgo, Japão, e membro da Associação Japonesa de Estações de Televisão Independentes (JAITS).

## Escritório

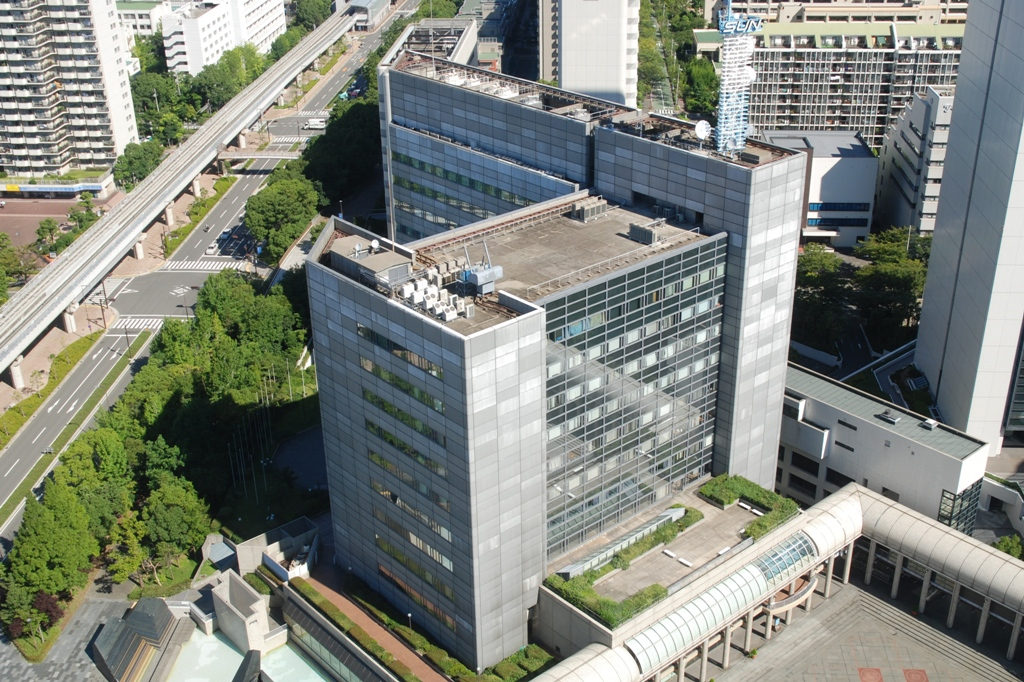
Sede da Sun Television no Kobe International Conference Center

- a sede - Centro Internacional de Conferências de Kobe, 9-1, Minatojima-Nakamachi Rokuchome, Chūō-ku, Kobe, Prefeitura de Hyōgo, Japão ( Ilha do Porto )
- Filial de Himeji - Edifício Kobe Shimbun, 78, Toyozawacho, Himeji, Prefeitura de Hyōgo, Japão
- Ramal de Tajima - Escritório de Kobe Shimbun Tajima, 7-23, Kotobukicho, Toyooka, Prefeitura de Hyōgo, Japão
- Tamba Branch Station - Kobe Shimbun Tamba Office, 48-1, Kaibaracho-Kominami, Tamba, Prefeitura de Hyōgo, Japão
- Estação Filial Awaji - Escritório Kobe Shimbun Awaji, 2-8, Sakaemachi Nichome, Sumoto, Prefeitura de Hyōgo, Japão
- Filial de Osaka - Edifício Teijin Shokusan, 10-8, Edobori Itchome, Nishi-ku, Osaka, Japão
- Estação Filial de Okayama - 19-43-206, Kojima-Akasaki Itchome, Kurashiki, Prefeitura de Okayama, Japão
- Filial de Tóquio - Edifício Deim Ginza, 7-18 Ginza Rokuchome, Chūō, Tóquio, Japão
- Estação Filial de Nagoya - Edifício Yamashita, 17-25, Marunouchi Sanchome, Naka-ku, Nagoya, Japão
- Estação Filial de Kyushu - 2-41-207, Daimyo Nichome, Chūō-ku, Fukuoka, Japão

## Estações
JOUH-TV - SUN-TV analógica
- Mt. Maya, Tatsuno, Fukusaki, etc. - Canal 36
- Nada - Canal 62
- Kita-Hanshin - Canal 42
- Himeji, Ako, Kinosaki, Wadayama, etc. - Canal 56
- Tamba, Kasumi, etc. - Canal 39
- Sasayama - Canal 41

e mais. . .
JOUH-DTV - SUN TV Digital
- ID do botão do controle remoto: 3
- Mt. Maya, Kita-Hanshin, Hokutan-Tarumi, Himeji, Tatsuno, Ako, Kasumi, Kinosaki, Wadayama e muitos outros - Canal 26
- Ichijima - Canal 29
- Yoka, Hidaka, Yamasaki e Sayo - Canal 18

## Programa
- SUN-TV Box Seat (サ ン テ レ ビ ボ ッ ク ス 席) - jogos de beisebol dos Tigres Hanshin e dos Búfalos Orix

## Estações de transmissão rivais na região de Kansai

### Rádio e TV
- NHK Kobe Broadcasting Station (NHK 神 戸 放送 局)
- NHK Osaka Broadcasting Station (NHK 大阪 放送 局)
- Mainichi Broadcasting System, Inc. (MBS, 毎 日 放送)
- Asahi Broadcasting Corporation (ABC, 朝日 放送)
- Kyoto Broadcasting System Co., Ltd. (KBS, 京都 放送)

### Apenas rádio
- Osaka Broadcasting Corporation (OBC, Radio Osaka (ラ ジ オ 大阪))
- Rádio Kansai (Kobe)
- FM OSAKA (Osaka)
- FM 802 (Osaka)
- FM Cocolo (Osaka)
- Alpha Station (Kyoto)
- E-Radio (Shiga)

### Apenas TV
- TV Osaka (TVO, テ レ ビ 大阪)
- Kansai Telecasting Corporation (KTV, 関 西 テ レ ビ)
- Yomiuri Telecasting Corporation (ytv, 読 売 テ レ ビ)
- Nara TV (TVN, 奈良 テ レ ビ)
- TV Wakayama (WTV, テ レ ビ 和 歌 山)
- Biwako Broadcasting (BBC, び わ 湖 放送)